# Thérèse Walwein
Marie-Thérèse-Françoise Walwein (1776-1816) was een West-Vlaamse kunstenares uit het dilettante genre. Zij werd bekend door de nalatenschap van een uniek tekenalbum met 61 bladen, dat thans wordt bewaard in het Stedelijk Museum te Ieper.

## Levensloop
Marie-Thérèse-Françoise Walwein stamde uit de gegoede kringen van de Ieperse burgerij en groeide op in een kunstminnend milieu. Zij was de dochter van advocaat Joseph Walwein (1731-1815) en van Marie-Anne van den Peereboom (1736-1827). Haar twee oudere broers gingen de geschiedenis in als kunstschilders van portretten en religieuze taferelen. De preciese levensloop van Marie-Thérèse-Françoise is niet eenduidig te achterhalen. Waarschijnlijk verliet zij haar geboortestad tijdens haar adolescentie en keerde zij terug naar Ieper om er op 37jarige leeftijd te huwen met Emmanuel Jan François Ryckx (1778-1800). Zij kregen een dochter met de naam Marie Joséphine Constance Ryckx. Nauwelijks twee jaar later overleed Thérèse Walein op 40jarige leeftijd. 

## Artistieke werk
Thérèse Walwein is bekend gebleven dankzij haar uniek tekenalbum met 61 bladen. Het schrift is gevat in een blauwgrijze omslag waarop is gekallifeerd: Desseins/T. WALWEIN. De eerste tekeningen uit dat album dateren uit 1791 en 1792, wanneer Thérèse 15 of 16 jaar oud is. Het album is stilistisch op te delen in vier reeksen gebaseerd op het gebruikte tekenmateriaal. De meeste tekeningen brengen bloemen in beeld en werden uitgevoerd in rood krijt, aquarel, kleurpotloot of gouache. De beeldtaal die Thérèse Walwein gebruikt is feminien en uit zich in accuratesse, fijngevoeligheid en precisie van weergave.

## Kind van haar tijd
Het werk van Marie-Thérèse-Françoise Walwein behoort tot het "vrouwelijk dilettantisme", een stroming uit de late 18de en vroege 19de eeuw die het amateuristische karakter van de artistieke productie van vrouwen onderstreept. Zowel de thematiek van haar werk als de gebruikte materialen sluiten aan bij de toendertijd heersende gendernormen, geponeerd door filosoof en cultuurcriticus Jean-Jacques Rousseau: vrouwen horen in de privésfeer, zij zijn geduldig, toegewijd en volhardend. Thérèse Walwein genoot geen (publieke) artistieke opleiding aan de academie van Ieper zoals haar broers, maar  kunstzinnige bezigheden voor vrouwen pasten in het humanistisch opvoedingsideaal. 

## Albums en hun groeiend belang
In de loop van de 19de eeuw groeide het belang van albums, vervaardigd door vrouwen en ze werden een nieuw genre binnen de feminiene kunstproductie. De botanische tekeningen kregen geleidelijkaan een passionele ondertoon en ze vormden een onderwerp van discussie in het gezelschap van andere vrouwen, al dan niet in aanwezigheid van mannelijke bewonderaars. Albums werden zelf een kunstobject, dat op regelmatige basis uitgewisseld of weggeschonken werd, aan naaste familie of nauwe vrienden.

## De overlevering
Ook de "Desseins à Tse Walwein 1791" werden van generatie tot generatie overgeleverd. Dochter Marie Joséphine kreeg het album van haar vader en schonk het bij haar dood aan haar meest artistieke zoon. De overlevering gebeurde verder van vader op zoon, meestal in een schenking met meerdere kunstobjecten. In 1844 vervaardige de Ieperse kunstenaar François Böhm (1801-1873) zelfs een werk met als titel "Herinnering aan Marie-Thérèse Walwein", hetgeen wijst op appreciatie van haar werk. Het is uiteindelijk Philippe Coppieters de Gibson, Walweins achterkleinzoon, die het album bij zijn dood, samen met een deel van zijn kunstcollectie, overlaat aan het Hotel-Museum Arthur Merghelynck in Ieper. Het album zal er bewaard worden in een commode van het privésalon. Een decennia geleden zijn de verzameling tekeningen overgeleverd aan het Stedelijk Museum van Ieper (Yper museum), waar zij ondertussen zorgvuldig werden gedigitaliseerd. 

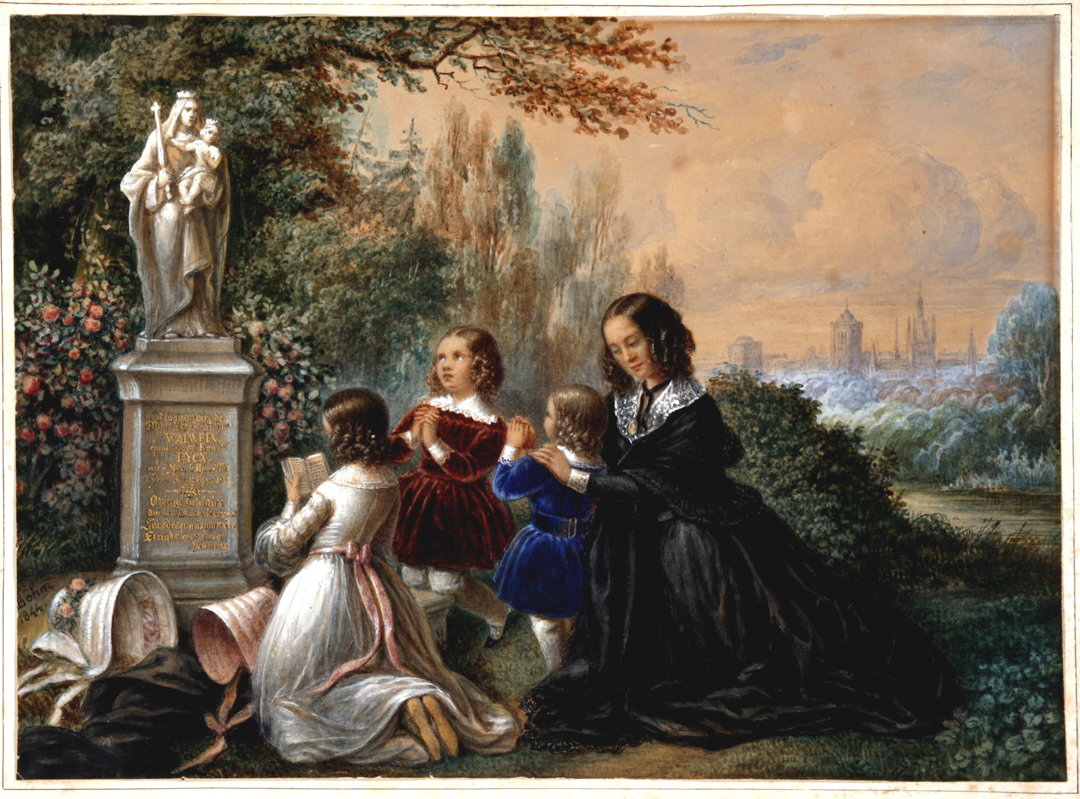
Herinnering aan Marie-Thérèse Walwein / François Böhm (1801-1873)